# Ferraratapet
Ferraratapet, tapeter vävda i Ferrara i Italien.
Ett tapetväveri grundades i Ferrara 1536 av hertigen Ercole II Este. Han rekvirerade två vävare från Flandern (Hans och Nicholas Karcher) och den italienske målaren Battista Dosso. De första tio åren vävdes en del fina tapeter, men sedan gick det utför och verkstaden upphörde helt när hertigen dog.